# Nickolas Muray
Nickolas Muray, né le 15 février 1892 et mort le 2 novembre 1965, est un photographe américain d'origine hongroise et un escrimeur olympique au sabre.

## Vie privée
Nickolas Muray a entretenu une relation tumultueuse pendant des années avec Frida Kahlo, qui a posé pour lui.